# The Comedy

The Comedy est un film américain indépendant écrit et réalisé par Rick Alverson (en) en 2012.
Il a été présenté au Festival de Sundance 2012, où il a remporté le Prix du meilleur réalisateur américain.

## Synopsis
Indifférent aux attentes patriarcales d'hériter de la société de son père, Swanson passe son temps avec un groupe de hipsters de Brooklyn, entre cruautés récréationnelles et ennui pacifique. Désensibilisé et désenchanté, il erre d'une situation dangereuse à l'autre qui pourrait lui offrir au choix une promesse de rédemption ou une menace de punition.

## Fiche technique
- Titre original : The Comedy
- Réalisation : Rick Alverson (en)
- Scénario : Rick Alverson (en), Robert Donne et Colm O'Leary
- Production : Mike S. Ryan et Brent Kunkle
- Société de production : Greyshack Films et Glass Eye Pix
- Photographie : Mark Schwartzbard
- Montage : Don Dr'ungus
- Pays de production :  États-Unis
- Langue originale : anglais
- Durée : 94 minutes
- Dates de sortie :
  - États-Unis : 20 janvier 2012 (Festival de Sundance 2012)
  - États-Unis : 9 novembre 2012

## Distribution
- Tim Heidecker :
- Eric Wareheim :
- James Murphy :
- Gregg Turkington :
- Kate Lyn Sheil :
- Alexia Rasmussen :
- Jeff Jensen :